# Großer Preis von Italien 1950
Der Große Preis von Italien 1950 (offiziell XXI Gran Premio d’Italia) fand am 3. September auf dem Autodromo Nazionale di Monza in Monza statt und war das siebte und letzte Rennen der Automobil-Weltmeisterschaft 1950.

## Berichte

### Hintergrund
In den zwei Monaten, die zwischen dem französischen und dem italienischen Grand Prix lagen, konnte Ferrari mit seinem neuen Modell, das einen Motor ohne Kompressoraufladung hatte, in nicht zur WM zählenden Formel-1-Rennen fast das Niveau der Alfa Romeo erreichen. Luigi Villoresi verletzte sich aber bei einem solchen Rennen und war bei seinem Einsatz in Italien noch nicht im Vollbesitz seiner Kräfte. Alfa Romeo trat mit zwei neuen Tipo 159 für Juan Manuel Fangio und Giuseppe Farina an.
Vor dem Rennen hatten noch alle drei Alfa-Romeo-Piloten die Chance, erster Weltmeister der Formel 1 zu werden. Da nur die vier besten Resultate der sieben Rennen in die Wertung eingingen, hatte der vor dem Lauf zweitplatzierte Luigi Fagioli die schlechtesten Chancen. Da seine bis dahin erreichten 24 Punkte aus vier zweiten Plätzen à sechs Punkten resultierten, hätte er bei einem Sieg und schnellster Runde maximal drei Punkte gutmachen und 27 Zähler erreichen können. Zudem hätten Fangio keine und Farina nur maximal vier Punkte (Platz drei) erzielen dürfen.
Farina musste bei einem Sieg (mit schnellster Rennrunde) darauf hoffen, dass Fangio maximal Dritter wurde, dann wäre er Weltmeister. Fangio musste darauf achten, mindestens Zweiter (oder Dritter mit schnellster Rennrunde) zu werden, wenn Farina ein Sieg gelingt, ansonsten genügte ihm jedes Resultat vor seinen Teamkollegen.

### Qualifying

Knapp vor dem Rennstart

Wie sich in den vorangegangenen Rennen bereits abgezeichnet hatte, lag Ferrari fast auf dem Niveau der Alfa Romeo. Fangio erzielte mit 1:58,6 Minuten die Pole-Position, Alberto Ascari im Ferrari war aber nur 2 Zehntel langsamer. Diese beiden waren die einzigen, die die 2-Minuten-Mauer durchbrachen. Farina und Consalvo Sanesi komplettierten die erste Reihe.

### Rennen
Den besten Start erwischten die drei in Reihe 1 stehenden Alfa Romeo, doch gelang es Ascari zum Ende der ersten Runde auf den zweiten Platz vorzustoßen. Bis zur 14. Runde folgte er Farina dichtauf, konnte ihn dann für zwei Runden von der Spitze verdrängen. Zwar gelang es Farina, wieder die Führung zu übernehmen, doch konnte er Ascari bis zu dessen Motorschaden in der 22. Runde nie abschütteln. Fangio wurde dagegen durch einen Getriebeschaden in der 24. Runde fast aller Titelchancen beraubt. Zwar konnte er zwei Runden später Piero Taruffi Wagen übernehmen und lag damit auf dem zweiten Platz, jedoch musste er auch mit Taruffis Wagen in der 35. Runde aufgeben. Ascari hatte in der Zwischenzeit Dorino Serafinis Wagen übernommen und konnte sich damit wieder auf den zweiten Platz vorkämpfen, dies änderte aber nichts am Sieg des 45-jährigen Farina, der damit der erste Weltmeister der Formel-1-Geschichte wurde.
Für Raymond Sommer war es der letzte Grand Prix. Eine Woche später verunglückte er bei einem Formel-2-Rennen in Frankreich tödlich aufgrund eines Lenkungsdefekts.

## Meldeliste
| Team                      | Nr. | Fahrer                  | Chassis              | Motor      | Reifen |
| ------------------------- | --- | ----------------------- | -------------------- | ---------- | ------ |
| Ecurie Belge              | 02  | Johnny Claes            | Talbot-Lago T26C     | Talbot     | D      |
| Maserati                  | 04  | Franco Rol              | Maserati 4CLT        | Maserati   | P      |
| Maserati                  | 06  | Louis Chiron            | Maserati 4CLT        | Maserati   | P      |
| Team Peter Whitehead      | 08  | Peter Whitehead         | Ferrari 125F1        | Ferrari    | D      |
| Team Raymond Sommer       | 12  | Raymond Sommer          | Talbot-Lago T26C     | Talbot     | D      |
| Ferrari                   | 16  | Alberto Ascari          | Ferrari 375F1        | Ferrari    | P      |
| Ferrari                   | 48  | Dorino Serafini         | Ferrari 375F1        | Ferrari    | P      |
| Alfa Romeo                | 10  | Giuseppe Farina         | Alfa Romeo Typ 159   | Alfa Romeo | P      |
| Alfa Romeo                | 18  | Juan Manuel Fangio      | Alfa Romeo Typ 159   | Alfa Romeo | P      |
| Alfa Romeo                | 36  | Luigi Fagioli           | Alfa Romeo Tipo 158  | Alfa Romeo | P      |
| Alfa Romeo                | 46  | Consalvo Sanesi         | Alfa Romeo Tipo 158  | Alfa Romeo | P      |
| Alfa Romeo                | 60  | Piero Taruffi           | Alfa Romeo Tipo 158  | Alfa Romeo | P      |
| Team Clemente Biondetti   | 22  | Clemente Biondetti      | Ferrari 166F2        | Jaguar     | P      |
| Team Philippe Etancelin   | 24  | Philippe Étancelin      | Talbot-Lago T26C     | Talbot     | D      |
| Team Paul Pietsch         | 28  | Paul Pietsch            | Maserati 4CLT        | Maserati   | P      |
| Enrico Platé              | 30  | Prinz Bira              | Maserati 4CLT        | Maserati   | P      |
| Enrico Platé              | 38  | Emmanuel de Graffenried | Maserati 4CLT        | Maserati   | P      |
| Team T. Cuthbert Harrison | 32  | Cuth Harrison           | ERA B-Type           | E.R.A.     | D      |
| Team Guy Mairesse         | 40  | Guy Mairesse            | Talbot-Lago T26C     | Talbot     | D      |
| Gordini                   | 42  | Maurice Trintignant     | Simca-Gordini T15 GC | Gordini    | E      |
| Gordini                   | 44  | Robert Manzon           | Simca-Gordini T15 GC | Gordini    | E      |
| Scuderia Ambrosiana       | 50  | David Murray            | Maserati 4CL         | Maserati   | D      |
| Scuderia Milano           | 52  | Felice Bonetto          | Maserati Milano      | Maserati   | P      |
| Scuderia Milano           | 62  | Gianfranco Comotti      | Maserati Milano      | Maserati   | P      |
| Team Philippe Etancelin   | 56  | Pierre Levegh           | Talbot-Lago T26C     | Talbot     | D      |
| Ecurie Rosier             | 58  | Louis Rosier            | Talbot-Lago T26C     | Talbot     | D      |
| Ecurie Rosier             | 64  | Henri Louveau           | Talbot-Lago T26C     | Talbot     | D      |

## Klassifikation

### Startaufstellung
| Pos. | Fahrer                  | Konstrukteur  | Zeit   | Startreihe |
| ---- | ----------------------- | ------------- | ------ | ---------- |
| 01   | Juan Manuel Fangio      | Alfa Romeo    | 1:58,6 | 01         |
| 02   | Alberto Ascari          | Ferrari       | 1:58,8 | 01         |
| 03   | Giuseppe Farina         | Alfa Romeo    | 2:00,2 | 01         |
| 04   | Consalvo Sanesi         | Alfa Romeo    | 2:00,4 | 01         |
| 05   | Luigi Fagioli           | Alfa Romeo    | 2:04,0 | 02         |
| 06   | Dorino Serafini         | Ferrari       | 2:05,2 | 02         |
| 07   | Piero Taruffi           | Alfa Romeo    | 2:05,8 | 02         |
| 08   | Raymond Sommer          | Talbot-Lago   | 2:08,6 | 02         |
| 09   | Franco Rol              | Maserati      | 2:10,0 | 03         |
| 10   | Robert Manzon           | Simca-Gordini | 2:12,4 | 03         |
| 11   | Guy Mairesse            | Talbot-Lago   | 2:13,2 | 03         |
| 12   | Maurice Trintignant     | Simca-Gordini | 2:13,4 | 03         |
| 13   | Louis Rosier            | Talbot-Lago   | 2:13,4 | 04         |
| 14   | Henri Louveau           | Talbot-Lago   | 2:13,8 | 04         |
| 15   | Prinz Bira              | Maserati      | 2:14,0 | 04         |
| 16   | Philippe Étancelin      | Talbot-Lago   | 2:14,4 | 04         |
| 17   | Emmanuel de Graffenried | Maserati      | 2:14,4 | 05         |
| 18   | Peter Whitehead         | Ferrari       | 2:16,2 | 05         |
| 19   | Louis Chiron            | Maserati      | 2:17,2 | 05         |
| 20   | Pierre Levegh           | Talbot-Lago   | 2:17,2 | 05         |
| 21   | Cuthbert Harrison       | E.R.A.        | 2:18,4 | 06         |
| 22   | Johnny Claes            | Talbot-Lago   | 2:18,6 | 06         |
| 23   | Felice Bonetto          | Maserati      | 2:19,8 | DNS        |
| 24   | David Murray            | Maserati      | 2:22,0 | 06         |
| 25   | Clemente Biondetti      | Ferrari       | 2:30,6 | 06         |
| 26   | Gianfranco Comotti      | Maserati      | 2:33,6 | 07         |
| 27   | Paul Pietsch            | Maserati      | 3:00,4 | 07         |

### Rennergebnis
| Pos. | Fahrer                  | Konstrukteur  | Runden | Zeit       | Start | Schnellste Runde |
| ---- | ----------------------- | ------------- | ------ | ---------- | ----- | ---------------- |
| 01   | Giuseppe Farina         | Alfa Romeo    | 80     | 2:51:17,4  | 03    |                  |
| 02   | Dorino Serafini         | Ferrari       | 47     | + 1:18,6   | 06    |                  |
| 02   | Alberto Ascari          | Ferrari       | 33     | + 1:18,6   | 06    |                  |
| 03   | Luigi Fagioli           | Alfa Romeo    | 80     | + 1:35,6   | 05    |                  |
| 04   | Louis Rosier            | Talbot-Lago   | 75     | + 5 Runden | 13    | 2:13,1           |
| 05   | Philippe Étancelin      | Talbot-Lago   | 75     | + 5 Runden | 16    | 2:13,3           |
| 06   | Emmanuel de Graffenried | Maserati      | 72     | + 8 Runden | 17    |                  |
| 07   | Peter Whitehead         | Ferrari       | 72     | + 8 Runden | 18    |                  |
| –    | David Murray            | Maserati      | 56     | DNF        | 24    |                  |
| –    | Cuthbert Harrison       | E.R.A.        | 51     | DNF        | 21    |                  |
| –    | Raymond Sommer          | Talbot-Lago   | 48     | DNF        | 08    | 2:10,2           |
| –    | Guy Mairesse            | Talbot-Lago   | 42     | DNF        | 11    | 2:22,0           |
| –    | Franco Rol              | Maserati      | 39     | DNF        | 09    |                  |
| –    | Piero Taruffi           | Alfa Romeo    | 25     | DNF        | 07    |                  |
| –    | Juan Manuel Fangio      | Alfa Romeo    | 9      | DNF        | 07    |                  |
| –    | Pierre Levegh           | Talbot-Lago   | 29     | DNF        | 20    | 2:15,3           |
| –    | Juan Manuel Fangio      | Alfa Romeo    | 23     | DNF        | 01    | 2:00,0 (07.)     |
| –    | Johnny Claes            | Talbot-Lago   | 22     | DNF        | 22    | 2:19,0           |
| –    | Alberto Ascari          | Ferrari       | 21     | DNF        | 02    |                  |
| –    | Clemente Biondetti      | Ferrari       | 17     | DNF        | 25    |                  |
| –    | Henri Louveau           | Talbot-Lago   | 16     | DNF        | 14    |                  |
| –    | Gianfranco Comotti      | Maserati      | 15     | DNF        | 26    |                  |
| –    | Maurice Trintignant     | Simca-Gordini | 13     | DNF        | 12    |                  |
| –    | Louis Chiron            | Maserati      | 13     | DNF        | 19    |                  |
| –    | Consalvo Sanesi         | Alfa Romeo    | 11     | DNF        | 04    |                  |
| –    | Robert Manzon           | Simca-Gordini | 7      | DNF        | 10    |                  |
| –    | Prinz Bira              | Maserati      | 1      | DNF        | 15    |                  |
| –    | Paul Pietsch            | Maserati      | 0      | DNF        | 17    |                  |

## WM-Stand nach dem Rennen
Die ersten fünf bekamen 8, 6, 4, 3 bzw. 2 Punkte; einen Punkt gab es für die schnellste Runde. Streichresultate sind in Klammern gesetzt. Es zählten nur die vier besten Ergebnisse aus sieben Rennen.

### Fahrerwertung
| Pos. | Fahrer                  | Konstrukteur             | Punkte  |
| ---- | ----------------------- | ------------------------ | ------- |
| 01   | Giuseppe Farina         | Alfa Romeo               | 30      |
| 02   | Juan Manuel Fangio      | Alfa Romeo               | 27      |
| 03   | Luigi Fagioli           | Alfa Romeo               | 24 (28) |
| 04   | Louis Rosier            | Talbot-Lago              | 13      |
| 05   | Alberto Ascari          | Ferrari                  | 11      |
| 06   | Johnnie Parsons         | Kurtis Kraft-Offenhauser | 9       |
| 07   | Prinz Bira              | Maserati                 | 5       |
| 08   | Peter Whitehead         | Ferrari                  | 4       |
| 09   | Bill Holland            | Deidt-Offenhauser        | 4       |
| 10   | Reg Parnell             | Alfa Romeo               | 4       |
| 11   | Louis Chiron            | Maserati                 | 4       |
| 12   | Mauri Rose              | Deidt-Offenhauser        | 4       |
| 13   | Yves Giraud-Cabantous   | Talbot-Lago              | 4       |
| 14   | Dorino Serafini         | Ferrari                  | 3       |
| 15   | Raymond Sommer          | Talbot-Lago / Ferrari    | 3       |
| 16   | Robert Manzon           | Simca-Gordini            | 3       |
| 17   | Philippe Étancelin      | Talbot-Lago              | 3       |
| 18   | Felice Bonetto          | Maserati                 | 2       |
| 19   | Cecil Green             | Kurtis Kraft-Offenhauser | 2       |
| 20   | Joie Chitwood           | Kurtis Kraft-Offenhauser | 1       |
| 21   | Tony Bettenhausen       | Kurtis Kraft-Offenhauser | 1       |
| 22   | Luigi Villoresi         | Ferrari                  | 0       |
| 23   | Charles Pozzi           | Talbot-Lago              | 0       |
| 24   | Bob Gerard              | ERA                      | 0       |
| 25   | Pierre Levegh           | Talbot-Lago              | 0       |
| 26   | Emmanuel de Graffenried | Maserati                 | 0       |

| Pos. | Fahrer                | Konstrukteur             | Punkte |
| ---- | --------------------- | ------------------------ | ------ |
| 27   | Cuthbert Harrison     | ERA                      | 0      |
| 28   | Nello Pagani          | Maserati                 | 0      |
| 29   | Johnny Claes          | Talbot-Lago              | 0      |
| 30   | Harry Schell          | Talbot-Lago / Cooper-JAP | 0      |
| 31   | Geoff Crossley        | Alta                     | 0      |
| 32   | Antonio Branca        | Maserati                 | 0      |
| 33   | David Hampshire       | Maserati                 | 0      |
| 34   | Joe Fry               | Maserati                 | 0      |
| 35   | Brian Shawe-Taylor    | Maserati                 | 0      |
| –    | Joe Kelly             | Alta                     | 0      |
| –    | David Murray          | Maserati                 | 0      |
| –    | Eugène Martin         | Talbot-Lago              | 0      |
| –    | Peter Walker          | ERA                      | 0      |
| –    | Tony Rolt             | ERA                      | 0      |
| –    | Leslie Johnson        | ERA                      | 0      |
| –    | José Froilán González | Maserati                 | 0      |
| –    | Maurice Trintignant   | Simca-Gordini            | 0      |
| –    | Franco Rol            | Maserati                 | 0      |
| –    | Eugène Chaboud        | Talbot-Lago              | 0      |
| –    | Guy Mairesse          | Talbot-Lago              | 0      |
| –    | Piero Taruffi         | Alfa Romeo               | 0      |
| –    | Clemente Biondetti    | Ferrari                  | 0      |
| –    | Henri Louveau         | Talbot-Lago              | 0      |
| –    | Gianfranco Comotti    | Maserati                 | 0      |
| –    | Consalvo Sanesi       | Alfa Romeo               | 0      |
| –    | Paul Pietsch          | Maserati                 | 0      |